# オーボエ協奏曲
オーボエ協奏曲（オーボエきょうそうきょく）は、オーボエを独奏楽器とする独奏協奏曲。特に「オーボエとオーケストラのための協奏曲」と明記される場合もある。アントニオ・ヴィヴァルディ、トマゾ・アルビノーニ、ヴォルフガング・アマデウス・モーツァルトとリヒャルト・シュトラウスの作品が知名度が高く、CDやレコードへの収録も多い。

## 主な作曲家と作品
- マルチェッロ - 1曲（ニ短調）ハ短調の版もあり、譜面調達時注意）
- ヴィヴァルディ - 約20曲、作品８『和声と創意の試み』の第９番（RV 454）と第12番（RV 449）が有名。
- アルビノーニ - 多数、作品９『5声の協奏曲集』の第２番が最も知られている（1本のオーボエ、2本のオーボエのための作品を含む）
- テレマン - 多数（オーボエ・ダモーレの協奏曲も含む）
- J・S・バッハ
現在までチェンバロ協奏曲として伝わっている曲のうち、本来は別の編成で書かれていたと推測され、そこから復元された曲『オーボエ、ヴァイオリン、通奏低音のための協奏曲』BWV1060aがよく演奏される(ニ短調・ハ短調両方の版があるため、譜面調達時注意)。復元曲の中にはオーボエ・ダモーレのための物もある）。
- ヘンデル - 3曲（独奏協奏曲の他に合奏協奏曲Op.3でもオーボエが活躍する）
- チマローザ - 「チマローザのオーボエ協奏曲」として知られているが、実際はベンジャミンによるチマローザのチェンバロ・ソナタからの編曲である。
- コレッリ - バルビローリによる各種楽曲からの編曲がある。
- ペルゴレージ - バルビローリによる各種楽曲からの編曲がある。
- ハイドン - 偽作がある（真の作曲者は不明）。
- モーツァルト - ハ長調  K. 314 (285d)、協奏交響曲(下記)
- ルブラン - 複数
- ベートーヴェン - 1曲（散逸）緩徐楽章の一部のみスケッチが残存し、それを基として演奏できる形に復元出版された版が存在する。
- ベッリーニ - 1曲（変ホ長調）
- ドニゼッティ - コーラングレ協奏曲、オーボエ協奏曲（未完：第2楽章のみ「オーボエとピアノのためのアンダンテ」として残存）
- カリヴォタ - コンチェルティーノ
- リーツ - コンツェルトシュトゥック
- モリーク - コンツェルトシュトゥック
- R・シュトラウス - 1曲（ニ長調）
- ヴォーン・ウィリアムズ - 1曲（イ短調）
- ヴォルフ＝フェラーリ - イディリオ・コンチェルティーノ
- E・グーセンス - 単一楽章の協奏曲
- イベール - オーボエと弦楽合奏のための協奏交響曲
- ペンデレツキ - オーボエと室内管弦楽のための協奏曲
- デュリユー - マルジュIII (Marge III) （オーボエと室内管弦楽のための）
- カステルヌオーヴォ＝テデスコ -　オーボエ協奏曲
- マルチヌー - オーボエ協奏曲
- フランセ - オーボエとオーケストラのための「花時計」
- ヒダシュ（ハンガリー、1928 - 2007） - 1曲
- スクロヴァチェフスキ - コーラングレ協奏曲
- イウェイゼン（米） - オーボエ協奏曲「行く川の、時の流れを下りて」
- 外山雄三 - オーボエと弦楽のための小協奏曲（岡田良機の委嘱）
- M・A・ヤノ（矢野）（ブラジル、1963 - 1991） - 遺作（未完成：エドムンド・コルテス補作）
- 長生淳 - オーボエ協奏曲『満庭の秋』
- J. ウィリアムズ - オーボエ協奏曲（2011年5月26日初演）

### オーボエと他の楽器との多重協奏曲
- ハイドン - オーボエ、ファゴット、ヴァイオリン、チェロのための協奏交響曲　Op.84 Hob. 1/105
- モーツァルト - オーボエ、クラリネット、ホルン、ファゴットと管弦楽のための協奏交響曲（原譜紛失、オーボエ、クラリネット、ホルン、ファゴットの形で伝えられるが真偽不明）
- サリエリ - フルートとオーボエのための協奏曲、オーボエ・ヴァイオリン・チェロのための三重協奏曲
- モシェレス - フルートとオーボエのためのコンチェルタンテ
- カリヴォタ - フルートとオーボエのためのコンチェルティーノ
- ホルスト - フーガ風協奏曲Op.40-2（フルート、オーボエ、弦楽合奏）
- ルトスワフスキ - オーボエ、ハープと管弦楽のための二重協奏曲（H・ホリガーの委嘱による）
- ヘンツェ - オーボエ、ハープ、弦楽のための協奏曲
- 尹伊桑 - オーボエ、ハープと管弦楽のための二重協奏曲（H・ホリガーの委嘱による。七夕を描いた楽曲）
- 武満徹 - 「ジェモー」（オーボエ、トロンボーンと2群のオーケストラ、2人の指揮者のための）、「虹へ向かって、パルマ」（ギター、オーボエ・ダモーレ、オーケストラのための）
- ジャレル - 三重協奏曲（フルート、オーボエ、クラリネットと管弦楽のための）